# Dwerniczek
Dwerniczek (dawniej Dwernik cum Dwerniczek, 1589, w latach 1977–1981 Jodłówka, ukr. Дверничок, Dwernyczok) – wieś w Polsce położona w województwie podkarpackim, w powiecie bieszczadzkim, w gminie Lutowiska.
Wieś lokowana na prawie wołoskim w II połowie XVI wieku, ziemia sanocka, nazwy Dwerniczek XVIII/XIX wiek, Dwernik z Dwerniczkiem XIX wiek.
W połowie XIX wieku właścicielem posiadłości tabularnej Dwernik z Dwerniczkiem był Leopold Walter. W latach 80. obie wsie należały do spadkobierców Leopolda Waltera. Pod koniec XIX wieku dobra posiadała Leopoldyna Leszczyńska z domu Walter. Później, na przełomie XIX/XX wieku właścicielem Dwernika i Dwerniczka był Ludwik Baldwin-Ramułt.
Dwerniczek jest obecnie zlokalizowany na terenach wsi Procisne. Do Dwerniczka dojeżdża się drogą od Lutowisk kierując się za Smolnikiem w prawo w kierunku Zatwarnicy. Dwerniczek liczy około 100 mieszkańców.
W Dwerniczku znajduje się Stanica Harcerska Hufca ZHP Sosnowiec. Dojście do stanicy jest przez most wiszący – kładkę – wybudowaną specjalnie dla harcerzy.